# Mühlenkopf (skakaonica)
Mühlenkopfschanze je skijaška skakaonica u njemačkom Willingenu. To je najveća velika skakaonica na svijetu i redovan je domaćin natjecanja u Svjetskom kupu. Rekord skakaonice drži Janne Ahonen, koji je 2005. skočio 155,5 m, ali zbog nemogućnosti sustava za mjerenje da izmjeri dalje od 152 m, Ahonenov je skok službeno registriran kao 3,5 m kraći. Devet godina kasnije Klemens Murańka je skočio 153 m.

## Međunarodna natjecanja
Ovo su rezultati svih međunarodnih natjecanja na ovoj skakaonici pod okriljem Međunarodne skijaške federacije:
| Datum               | Natjecanje        | Skakaonica | 1. mjesto                                                                                        | 2. mjesto                                                                            | 3. mjesto                                                                      |
| ------------------- | ----------------- | ---------- | ------------------------------------------------------------------------------------------------ | ------------------------------------------------------------------------------------ | ------------------------------------------------------------------------------ |
| 8. siječnja 1995.   | Svjetski kup      | K-120      | Andreas Goldberger                                                                               | Kazuyoshi Funaki                                                                     | Dieter Thoma                                                                   |
| 1. veljače 1997.    | Svjetski kup      | K-120      | Martin Höllwarth                                                                                 | Dieter Thoma                                                                         | Primož Peterka                                                                 |
| 2. veljače 1997.    | Svjetski kup      | K-120      | Hiroya Saitō                                                                                     | Dieter Thoma                                                                         | Roar Ljøkelsøy                                                                 |
| 29. siječnja 1999.  | Svjetski kup      | K-120      | Noriaki Kasai                                                                                    | Martin Schmitt                                                                       | Kazuyoshi Funaki                                                               |
| 30. siječnja 1999.  | Svjetski kup      | K-120      | Japan Kazuyoshi Funaki Noriaki Kasai Hideharu Miyahira Kazuya Yoshioka                           | Austrija Reinhard Schwarzenberger Wolfgang Loitzl Stefan Horngacher Andreas Widhölzl | Njemačka Sven Hannawald Hansjörg Jäkle Martin Schmitt Dieter Thoma             |
| 31. siječnja 1999.  | Svjetski kup      | K-120      | Noriaki Kasai                                                                                    | Andreas Widhölzl                                                                     | Kazuyoshi Funaki                                                               |
| 5. veljače 2000.    | Svjetski kup      | K-120      | Andreas Widhölzl                                                                                 | Janne Ahonen                                                                         | Martin Schmitt                                                                 |
| 6. veljače 2000.    | Svjetski kup      | K-120      | Andreas Widhölzl                                                                                 | Martin Schmitt                                                                       | Janne Ahonen                                                                   |
| 2. veljače 2001.    | Svjetski kup      | K-130      | Finska Ville Kantee Jussi Hautamäki Jani Soininen Risto Jussilainen                              | Austrija Martin Höllwarth Stefan Horngacher Wolfgang Loitzl Andreas Widhölzl         | Japan Kazuyoshi Funaki Kazuya Yoshioka Hideharu Miyahira Noriaki Kasai         |
| 3. veljače 2001.    | Svjetski kup      | K-130      | Ville Kantee                                                                                     | Adam Małysz                                                                          | Risto Jussilainen                                                              |
| 4. veljače 2001.    | Svjetski kup      | K-130      | Adam Małysz                                                                                      | Risto Jussilainen                                                                    | Matti Hautamäki                                                                |
| 12. siječnja 2002.  | Svjetski kup      | K-130      | Sven Hannawald                                                                                   | Matti Hautamäki                                                                      | Veli-Matti Lindström                                                           |
| 13. siječnja 2002.  | Svjetski kup      | K-130      | Austrija Martin Höllwarth Andreas Goldberger Stefan Horngacher Andreas Widhölzl                  | Finska Veli-Matti Lindström Tami Kiuru Janne Ahonen Matti Hautamäki                  | Njemačka Christof Duffner Stephan Hocke Sven Hannawald Martin Schmitt          |
| 5. veljače 2003.    | Kontinentalni kup | K-130      | Michael Möllinger                                                                                | Stefan Thurnbichler                                                                  | Maximilian Mechler                                                             |
| 8. veljače 2003.    | Svjetski kup      | K-130      | Sven Hannawald                                                                                   | Andreas Widhölzl                                                                     | Florian Liegl                                                                  |
| 9. veljače 2003.    | Svjetski kup      | K-130      | Noriaki Kasai                                                                                    | Hideharu Miyahira                                                                    | Robert Kranjec                                                                 |
| 14. veljače 2004.   | Svjetski kup      | K-130      | Janne Ahonen                                                                                     | Georg Späth                                                                          | Roar Ljøkelsøy                                                                 |
| 15. veljače 2004.   | Svjetski kup      | K-130      | Norveška Tommy Ingebrigtsen Sigurd Pettersen Bjørn Einar Romøren Roar Ljøkelsøy                  | Finska Tami Kiuru Matti Hautamäki Jussi Hautamäki Janne Ahonen                       | Njemačka Michael Uhrmann Martin Schmitt Alexander Herr Georg Späth             |
| 8. siječnja 2005.   | Svjetski kup      | HS 145     | Njemačka Maximilian Mechler Michael Uhrmann Alexander Herr Georg Späth                           | Finska Matti Hautamäki Risto Jussilainen Tami Kiuru Janne Ahonen                     | Austrija Andreas Widhölzl Wolfgang Loitzl Thomas Morgenstern Martin Höllwarth  |
| 9. siječnja 2005.   | Svjetski kup      | HS 145     | Janne Ahonen                                                                                     | Martin Höllwarth                                                                     | Andreas Küttel                                                                 |
| 4. veljače 2006.    | Svjetski kup      | HS 145     | Andreas Kofler                                                                                   | Thomas Morgenstern                                                                   | Andreas Küttel                                                                 |
| 5. veljače 2006.    | Svjetski kup      | HS 145     | Finska Tami Kiuru Janne Happonen Matti Hautamäki Janne Ahonen                                    | Austrija Andreas Kofler Andreas Widhölzl Martin Koch Thomas Morgenstern              | Norveška Bjørn Einar Romøren Lars Bystøl Sigurd Pettersen Roar Ljøkelsøy       |
| 10. veljače 2007.   | Svjetski kup      | HS 145     | Anders Jacobsen                                                                                  | Michael Uhrmann                                                                      | Jernej Damjan                                                                  |
| 11. veljače 2007.   | Svjetski kup      | HS 145     | Austrija Wolfgang Loitzl Andreas Kofler Arthur Pauli Gregor Schlierenzauer                       | Norveška Tom Hilde Anders Bardal Anders Jacobsen Roar Ljøkelsøy                      | Njemačka Stephan Hocke Tobias Bogner Jörg Ritzerfeld Michael Uhrmann           |
| 16. veljače 2008.   | Svjetski kup      | HS 145     | Norveška Bjørn Einar Romøren Anders Bardal Tom Hilde Anders Jacobsen                             | Finska Janne Happonen Harri Olli Matti Hautamäki Janne Ahonen                        | Austrija Andreas Kofler Martin Koch Gregor Schlierenzauer Thomas Morgenstern   |
| 17. veljače 2008.   | Svjetski kup      | HS 145     | Bjørn Einar Romøren                                                                              | Jernej Damjan                                                                        | Anders Bardal                                                                  |
| 7. veljače 2009.    | Svjetski kup      | HS 145     | Austrija Thomas Morgenstern Markus Eggenhofer Andreas Kofler Wolfgang Loitzl                     | Norveška Roar Ljøkelsøy Tom Hilde Anders Bardal Anders Jacobsen                      | Finska Ville Larinto Kalle Keituri Matti Hautamäki Harri Olli                  |
| 8. veljače 2009.    | Svjetski kup      | HS 145     | Gregor Schlierenzauer                                                                            | Simon Ammann                                                                         | Noriaki Kasai                                                                  |
| 6. veljače 2010.    | Svjetski kup      | HS 145     | Gregor Schlierenzauer                                                                            | Anders Jacobsen                                                                      | Michael Neumayer                                                               |
| 7. veljače 2010.    | Svjetski kup      | HS 145     | Njemačka Michael Neumayer Pascal Bodmer Martin Schmitt Michael Uhrmann                           | Norveška Johan Remen Evensen Tom Hilde Anders Jacobsen Bjørn Einar Romøren           | Austrija Florian Schabereiter Michael Hayböck Stefan Thurnbichler David Zauner |
| 29. siječnja 2011.  | Svjetski kup      | HS 145     | Austrija Gregor Schlierenzauer Martin Koch Andreas Kofler Thomas Morgenstern                     | Njemačka Michael Uhrmann Martin Schmitt Michael Neumayer Severin Freund              | Poljska Kamil Stoch Piotr Żyła Stefan Hula Adam Małysz                         |
| 30. siječnja 2011.  | Svjetski kup      | HS 145     | Severin Freund                                                                                   | Martin Koch                                                                          | Simon Ammann                                                                   |
| 11. veljače 2012.   | Svjetski kup      | HS 145     | Norveška Anders Fannemel Rune Velta Vegard Sklett Anders Bardal                                  | Austrija Martin Koch Andreas Kofler Thomas Morgenstern Gregor Schlierenzauer         | Njemačka Maximilian Mechler Andreas Wank Severin Freund Richard Freitag        |
| 12. veljače 2012.   | Svjetski kup      | HS 145     | Anders Bardal                                                                                    | Roman Koudelka                                                                       | Daiki Itō                                                                      |
| 9. veljače 2013.    | Svjetski kup      | HS 145     | Slovenija Jurij Tepeš Jaka Hvala Peter Prevc Robert Kranjec                                      | Norveška Rune Velta Tom Hilde Anders Bardal Anders Jacobsen                          | Njemačka Michael Neumayer Richard Freitag Andreas Wellinger Severin Freund     |
| 10. veljače 2013.   | Svjetski kup      | HS 145     | otkazano zbog jakog vjetra                                                                       | otkazano zbog jakog vjetra                                                           | otkazano zbog jakog vjetra                                                     |
| 1. veljače 2014.    | Svjetski kup      | HS 145     | Kamil Stoch                                                                                      | Severin Freund                                                                       | Jernej Damjan                                                                  |
| 2. veljače 2014.    | Svjetski kup      | HS 145     | Kamil Stoch                                                                                      | Severin Freund                                                                       | Peter Prevc                                                                    |
| 30. siječnja 2015.  | Svjetski kup      | HS 145     | Kamil Stoch                                                                                      | Peter Prevc                                                                          | Severin Freund                                                                 |
| 31. siječnja 2015.  | Svjetski kup      | HS 145     | Slovenija Jurij Tepeš Nejc Dežman Jernej Damjan Peter Prevc                                      | Njemačka Markus Eisenbichler Marinus Kraus Richard Freitag Severin Freund            | Norveška Tom Hilde Anders Jacobsen Anders Fannemel Rune Velta                  |
| 1. veljače 2015.    | Svjetski kup      | HS 145     | Severin Freund                                                                                   | Rune Velta                                                                           | Roman Koudelka                                                                 |
| 9. siječnja 2016.   | Svjetski kup      | HS 145     | Njemačka Andreas Wank Andreas Wellinger Richard Freitag Severin Freund                           | Norveška Andreas Stjernen Daniel-André Tande Kenneth Gangnes Johann André Forfang    | Austrija Stefan Kraft Manuel Poppinger Manuel Fettner Michael Hayböck          |
| 10. siječnja 2016.  | Svjetski kup      | HS 145     | Peter Prevc                                                                                      | Kenneth Gangnes                                                                      | Severin Freund                                                                 |
| 17. siječnja 2016.  | Kontinentalni kup | HS 145     | Florian Altenburger                                                                              | David Siegel                                                                         | Tom Hilde                                                                      |
| 17. siječnja 2016.  | Kontinentalni kup | HS 145     | Thomas Hofer                                                                                     | David Siegel                                                                         | Pius Paschke                                                                   |
| 28. siječnja 2017.  | Svjetski kup      | HS 145     | Poljska Piotr Żyła Maciej Kot Dawid Kubacki Kamil Stoch                                          | Austrija Michael Hayböck Manuel Fettner Gregor Schlierenzauer Stefan Kraft           | Njemačka Markus Eisenbichler Stephan Leyhe Andreas Wellinger Richard Freitag   |
| 29. siječnja 2017.  | Svjetski kup      | HS 145     | Andreas Wellinger                                                                                | Stefan Kraft                                                                         | Manuel Fettner                                                                 |
| 3. veljače 2018.    | Svjetski kup      | HS 145     | Daniel-André Tande                                                                               | Richard Freitag                                                                      | Dawid Kubacki                                                                  |
| 4. veljače 2018.    | Svjetski kup      | HS 145     | Johann André Forfang                                                                             | Kamil Stoch                                                                          | Piotr Żyła                                                                     |
| 15. veljače 2019.   | Svjetski kup      | HS 145     | Poljska Piotr Żyła Jakub Wolny Dawid Kubacki Kamil Stoch                                         | Njemačka Karl Geiger Richard Freitag Markus Eisenbichler Stephan Leyhe               | Slovenija Anže Semenič Peter Prevc Jernej Damjan Timi Zajc                     |
| 16. veljače 2019.   | Svjetski kup      | HS 145     | Karl Geiger                                                                                      | Kamil Stoch                                                                          | Ryōyū Kobayashi                                                                |
| 17. veljače 2019.   | Svjetski kup      | HS 145     | Ryōyū Kobayashi                                                                                  | Markus Eisenbichler                                                                  | Piotr Żyła                                                                     |
| 8. veljače 2020.    | Svjetski kup      | HS 145     | Stephan Leyhe                                                                                    | Marius Lindvik                                                                       | Kamil Stoch                                                                    |
| 30. siječnja 2021.  | Svjetski kup      | HS 147     | Halvor Egner Granerud                                                                            | Daniel-André Tande                                                                   | Kamil Stoch                                                                    |
| 31. siječnja 2021.^ | Svjetski kup      | HS 147     | Halvor Egner Granerud                                                                            | Piotr Żyła                                                                           | Markus Eisenbichler                                                            |
| 5. veljače 2021.    | Kontinentalni kup | HS 147     | Ulrich Wohlgenannt                                                                               | Markus Schiffner                                                                     | Cene Prevc                                                                     |
| 5. veljače 2021.    | Kontinentalni kup | HS 147     | Ulrich Wohlgenannt                                                                               | Markus Schiffner                                                                     | Sondre Ringen                                                                  |
| 6. veljače 2021.    | Kontinentalni kup | HS 147     | Ulrich Wohlgenannt                                                                               | Cene Prevc                                                                           | Markus Schiffner                                                               |
| 6. veljače 2021.    | Kontinentalni kup | HS 147     | Ulrich Wohlgenannt                                                                               | Decker Dean                                                                          | Anders Håre                                                                    |
| 3. veljače 2023.    | Svjetski kup      | HS 147     | Norveška Anna Odine Strøm Marius Lindvik Silje Opseth Halvor Egner Granerud                      | Austrija Chiara Kreuzer Jan Hörl Eva Pinkelnig Stefan Kraft                          | Njemačka Selina Freitag Karl Geiger Katharina Althaus Andreas Wellinger        |
| 4. veljače 2023.    | Svjetski kup      | HS 147     | Katharina Althaus                                                                                | Ema Klinec                                                                           | Sara Takanashi                                                                 |
| 4. veljače 2023.    | Svjetski kup      | HS 147     | Halvor Egner Granerud                                                                            | Anže Lanišek                                                                         | Dawid Kubacki                                                                  |
| 5. veljače 2023.    | Svjetski kup      | HS 147     | Yūki Itō                                                                                         | Nozomi Maruyama                                                                      | Sara Takanashi                                                                 |
| 5. veljače 2023.    | Svjetski kup      | HS 147     | Halvor Egner Granerud                                                                            | Ryōyū Kobayashi                                                                      | Daniel-André Tande                                                             |
| 27. siječnja 2024.  | Kontinentalni kup | HS 147     | Daniel Huber                                                                                     | Felix Hoffmann                                                                       | Maximilian Ortner                                                              |
| 28. siječnja 2024.  | Kontinentalni kup | HS 147     | Benjamin Østvold                                                                                 | Daniel Huber                                                                         | Jonas Schuster                                                                 |
| 3. veljače 2024.    | Svjetski kup      | HS 147     | Jacqueline Seifriedsberger                                                                       | Sara Takanashi                                                                       | Katharina Schmid                                                               |
| 3. veljače 2024.    | Svjetski kup      | HS 147     | Johann André Forfang                                                                             | Ryōyū Kobayashi                                                                      | Kristoffer Eriksen Sundal                                                      |
| 4. veljače 2024.    | Svjetski kup      | HS 147     | Silje Opseth                                                                                     | Nika Prevc                                                                           | Yūki Itō                                                                       |
| 4. veljače 2024.    | Svjetski kup      | HS 147     | Andreas Wellinger                                                                                | Ryōyū Kobayashi                                                                      | Gregor Deschwanden                                                             |
| 31. siječnja 2025.  | Svjetski kup      | HS 147     | Norveška Thea Minyan Bjørseth Kristoffer Eriksen Sundal Eirin Maria Kvandal Johann André Forfang | Austrija Lisa Eder Jan Hörl Jacqueline Seifriedsberger Daniel Tschofenig             | Njemačka Katharina Althaus Philipp Raimund Selina Freitag Andreas Wellinger    |
| 1. veljače 2025.    | Svjetski kup      | HS 147     | Eirin Maria Kvandal                                                                              | Anna Odine Strøm                                                                     | Jacqueline Seifriedsberger                                                     |
| 1. veljače 2025.    | Svjetski kup      | HS 147     | Daniel Tschofenig                                                                                | Anže Lanišek                                                                         | Maximilian Ortner                                                              |
| 2. veljače 2025.    | Svjetski kup      | HS 147     | Daniel Tschofenig                                                                                | Johann André Forfang                                                                 | Jan Hörl                                                                       |

Napomene
1. ↑  Prebačeno iz 16. siječnja.
2. ↑  Održana samo jedna serija.

## Rekordi skakaonice
| Br. | Datum              | Natjecatelj          | Dužina  | Natjecanje   |
| --- | ------------------ | -------------------- | ------- | ------------ |
| 1.  | 8. siječnja 1995.  | Andreas Goldberger   | 125 m   | Svjetski kup |
| 2.  | 8. siječnja 1995.  | Andreas Goldberger   | 126,5 m | Svjetski kup |
| 3.  | 1. veljače 1997.   | Martin Höllwarth     | 131 m   | Svjetski kup |
| 4.  | 29. siječnja 1999. | Noriaki Kasai        | 132,5 m | Svjetski kup |
| 5.  | 6. veljače 2000.   | Andreas Widhölzl     | 135 m   | Svjetski kup |
| 6.  | 2. veljače 2001.   | Adam Małysz          | 142 m   | Svjetski kup |
| 7.  | 3. veljače 2001.   | Adam Małysz          | 142,5 m | Svjetski kup |
| 8.  | 3. veljače 2001.   | Adam Małysz          | 151,5 m | Svjetski kup |
| 9.  | 9. siječnja 2005.  | Janne Ahonen         | 152 m   | Svjetski kup |
| 10. | 1. veljače 2014.   | Jurij Tepeš          | 152 m   | Svjetski kup |
| 11. | 29. siječnja 2021. | Klemens Murańka      | 153 m   | Svjetski kup |
| 12. | 3. veljače 2024.   | Johann André Forfang | 155,5 m | Svjetski kup |

## Vanjske poveznice
- Mühlenkopf na skisprungschanzen.com
- SC Willingen – službene web stranice